# Chrysis coerulans
Espèce

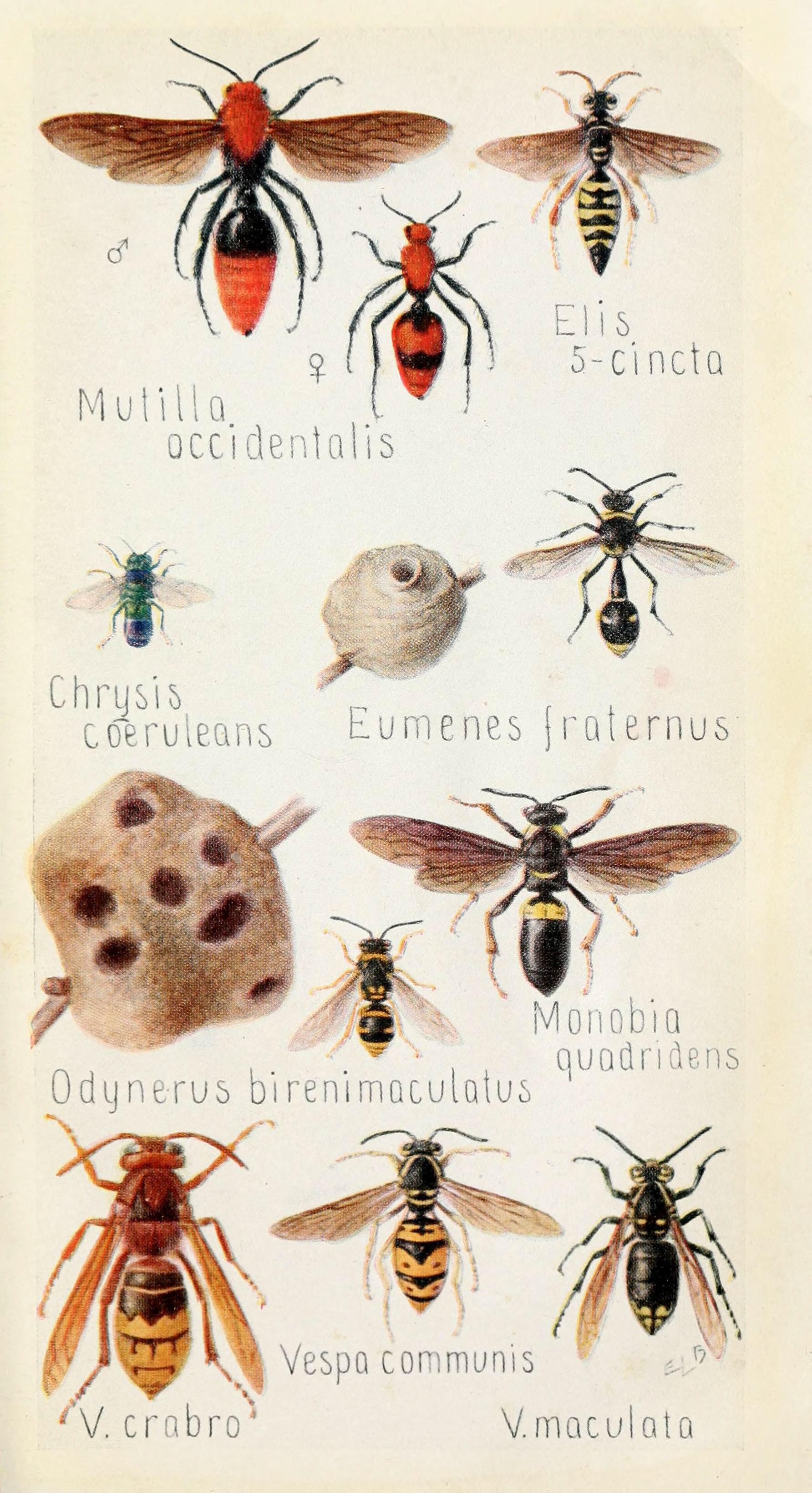
Extrait d'un carnet de terrain des insectes

Chrysis coerulans est une espèce de guêpes coucous.